# 概形
概形（英語：scheme）是代數幾何學中的一個基本概念。概形是由亞歷山大在他1960年的论文《代數幾何基礎》中提出的，其中一個目的是為了解決代数几何中的一些問題，例如威爾猜想。建立在交換代數的基礎之上，概形理論允許使用拓扑学、同調代數中有系統的方法。概形理論也將許多代數幾何和數論的問題統一，這也使得懷爾斯得以證明费马最后定理。

## 定義
給定一個局部賦環空間{\displaystyle (X,{\mathcal {O}}_{X})}，如果對{\displaystyle X}的一個開集{\displaystyle V}，{\displaystyle (V,{\mathcal {O}}_{X}|_{V})}是仿射概形，稱{\displaystyle V}爲仿射開集。
一個局部賦環空間{\displaystyle (X,{\mathcal {O}}_{X})}稱爲概形，如果{\displaystyle X}的每一點{\displaystyle x}都有仿射開邻域，即包含{\displaystyle x}的仿射開集。
直觀上說，概形是由仿射概形粘起來得到的，正如流形是由歐幾里得空間粘起來得到的。
兩個概形之間的態射就是它們作爲局部賦環空間的態射。

## 概形範疇
全體概形構成範疇，其態射取為局部賦環空間之間的態射（另見概形的態射）。給定概形{\displaystyle Y}，所謂{\displaystyle Y}之上的概形{\displaystyle X}（又稱{\displaystyle Y}-概形）即是概形間的態射{\displaystyle X\to Y}。交換環{\displaystyle R}上的概形{\displaystyle X}即是態射{\displaystyle X\to \operatorname {Spec} (R)}。
域{\displaystyle k}上的代數簇可定義為{\displaystyle k}上的滿足特定條件的概形，但對於具體何種概形可稱為簇，有不同約定，其中一種定義為{\displaystyle k}之上有限型的整、分離概形。
態射{\displaystyle f:X\to Y}確定了正則函數環上的拉回同態{\displaystyle f^{*}:{\mathcal {O}}(Y)\to {\mathcal {O}}(X)}。對於仿射概形，此構造給出概形態射{\displaystyle \operatorname {Spec} (A)\to \operatorname {Spec} (B)}與環同態{\displaystyle B\to A}之間的一一對應。此意義下，概形論包含了交換環論的全部內容。
由於{\displaystyle \mathbb {Z} }是交換環範疇的始对象，概形範疇對應以{\displaystyle \operatorname {Spec} (\mathbb {Z} )}為終對象。對於交換環{\displaystyle R}上的概形{\displaystyle X}，所謂{\displaystyle X}的{\displaystyle R}值點即是態射{\displaystyle X\to \operatorname {Spec} (R)}的截面，全體{\displaystyle R}值點的集合記作{\displaystyle X(R)}，其對應的古典概念是定義{\displaystyle X}的方程組在{\displaystyle R}中的解集。若{\displaystyle R}實為域{\displaystyle k}，則{\displaystyle X(k)}亦稱為{\displaystyle X}的{\displaystyle k}-有理點集。
推而廣之，設有交換環{\displaystyle R}，其上有概形{\displaystyle X}和交換代數{\displaystyle S}，則{\displaystyle X}的{\displaystyle S}值點定義為{\displaystyle R}之上的態射{\displaystyle \operatorname {Spec} (S)\to X}（該態射需要與射向{\displaystyle \operatorname {Spec} (R)}的態射組成交換圖表），{\displaystyle S}值點的集合記作{\displaystyle X(S)}。（類比到方程組的情況，相當於將某個域{\displaystyle k}擴張成{\displaystyle E}，再考慮{\displaystyle E}中的解集。）固定{\displaystyle R}及其上的概形{\displaystyle X}時，映射{\displaystyle S\mapsto X(S)}為自交換{\displaystyle R}代數範疇至集合範疇的函子。{\displaystyle R}上的概形{\displaystyle X}可從此點函子確定。
概形的纖維積總存在：對任意兩態射{\displaystyle X\to Y,Z\to Y}，皆可在概形範疇內找到纖維積{\displaystyle X\times _{Y}Z}（即範疇學拉回）。若{\displaystyle X,Z}為域{\displaystyle k}上的概形，則兩者在{\displaystyle \operatorname {Spec} (k)}上的纖維積可以視為{\displaystyle k}-概形範疇中的積，例如仿射空間{\displaystyle \mathbb {A} ^{m}}與{\displaystyle \mathbb {A} ^{n}}在{\displaystyle k}上之積正是{\displaystyle \mathbb {A} ^{m+n}}。
由於概形範疇既有纖維積，又有終對象{\displaystyle \operatorname {Spec} (\mathbb {Z} )}，其有齊全部有限极限。

## 歷史
概形的概念是由亞歷山大·格羅滕迪克在20世紀50年代引入的。一開始稱為“預概形”，1967年左右改稱現名。
概形的中文名稱源自日文“概型”。

## 例
- 仿射概形的開子集不一定仿射，因此需要考慮（非仿射的）一般概形。例如，設{\displaystyle X=\mathbb {A} ^{n}\setminus \{0\}}（基域取複域{\displaystyle \mathbb {C} }為例），則當{\displaystyle n\geq 2}時，{\displaystyle X}不為仿射。（但對於{\displaystyle n=1}的情況，仿射直線挖去原點，同構於仿射概形{\displaystyle \operatorname {Spec} \mathbb {C} [x,x^{-1}]}。）欲證{\displaystyle X}非仿射，可以證出當{\displaystyle n\geq 2}時，{\displaystyle X}上的每個正則映射，皆可延拓至{\displaystyle \mathbb {A} ^{n}}上。（對正則映射較易證明；對解析函數，則是複分析的哈托格斯延拓定理（英语：Hartogs's extension theorem））。換言之，嵌入{\displaystyle f:X\to \mathbb {A} ^{n}}導出自{\displaystyle {\mathcal {O}}(\mathbb {A} ^{n})=\mathbb {C} [x_{1},\ldots ,x_{n}]}至{\displaystyle {\mathcal {O}}(X)}的環同構。假若{\displaystyle X}仿射，將由此得出{\displaystyle f}本身亦為同構，但{\displaystyle f}不為滿射，矛盾。因此，概形{\displaystyle X}不為仿射。[5]
- 設{\displaystyle k}為域，則可數積{\textstyle \prod _{n=1}^{\infty }k}的譜{\textstyle \operatorname {Spec} \left(\prod _{n=1}^{\infty }k\right)}為仿射概形，底下的拓撲空間為正整數集（離散）的斯通-切赫緊化，因為質理想與正整數集上的超滤子一一對應：超濾子{\displaystyle {\mathcal {F}}}對應質理想

{\displaystyle \quad I=\{x\in \prod _{n=1}^{\infty }k:\{n\in \mathbb {Z} ^{+}:x_{n}=0\}\in {\mathcal {F}}\},}
特別地，正整數{\displaystyle n}對應的主超濾子，對應的質理想是{\displaystyle \{x:x_{n}=0\}}。本例仿射概形為零維空間，故而每點自成一個既約分支。由於仿射概形皆擬緊，本例是擬緊但具有無窮多個既約分支的概形。（諾特概形則與之相對，衹有有限多個既約分支。）